# Antonio Davis
Antonio Lee Davis (Oakland, California, 31 de octubre de 1968) es un exjugador de baloncesto estadounidense que disputó trece temporadas en la NBA, además de jugar en el baloncesto europeo. Con 2,06 metros de altura, jugaba en la posición de pívot.

## Carrera

### Universidad
Davis asistió a la Universidad de Texas en El Paso durante cuatro años, donde en 122 partidos con los Miners promedió 9,2 puntos y 6,1 rebotes con un 54% en tiros de campo. Su mejor temporada fue en su año sénior, firmando 14,3 puntos y 8 rebotes por partido. Fue elegido en el mejor quinteto de la Western Athletic Conference en sus años sénior y júnior, y en el defensivo en el sénior también. En los cuatro años que vistió la camiseta de los Miners lideró a su equipo al torneo de la NCAA, compartiendo vestuario con Tim Hardaway y Greg Foster, futuros jugadores de la NBA.

### NBA

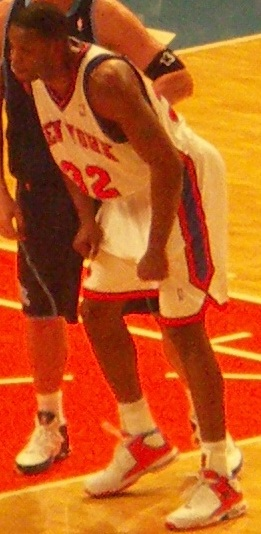
Davis con los Knicks en 2005.

Tras ser seleccionado por Indiana Pacers en la 45.ª posición de la segunda ronda del Draft de 1990, se marchó a Grecia a jugar en el Panathinaikos BC hasta 1992, y en el Philips Milano de Italia hasta 1993.
Ese mismo año firmó como agente libre con los Pacers, formando parte del tándem "Davis Brothers" con Dale Davis. En su primera temporada en la liga promedió 7.7 puntos y 6.2 rebotes en 81 partidos, 4 de ellos como titular. En los Pacers pasó 5 temporadas, no consiguiendo la titularidad pero realizando un papel importante dentro de la rotación del equipo. 
En 1999 fue traspasado a Toronto Raptors por los derechos del rookie Jonathan Bender, recién elegido en el draft. En los Raptors se convirtió en el pívot titular, llegando a disputar el All-Star Game en 2001, promediando 13,7 puntos y 10,1 rebotes por noche esa temporada. Tras cuatro años y medio en el conjunto canadiense, fue traspasado a Chicago Bulls, dejando los Raptors como el máximo reboteador de la historia de la franquicia con 2803 rebotes totales y máximo taponador con 404. En los Bulls solamente pasó una campaña y media, firmando en su única temporada completa 7 puntos y 5,9 rebotes por noche. El 4 de octubre de 2005 fue enviado a New York Knicks junto con Eddy Curry a cambio de Tim Thomas, Michael Sweetney y dos futuras segundas rondas de draft. 
Tras una modesta temporada en los Knicks, regresó a la que fue su casa mucho tiempo, Toronto, para jugar 8 partidos de la temporada 2005-06 antes de retirarse del baloncesto profesional. En su breve y última etapa en los Raptors, sus promedios fueron de 4,4 puntos y 4,5 rebotes por encuentro. Finalizó su carrera jugando 859 partidos totales, incluyendo 485 como titular, y consiguiendo 10,3 puntos, 7,6 rebotes y 1,2 asistencias por noche.

### Selección nacional
En verano de 1989, participó en el Campeonato FIBA Américas de 1989 llevándose la plata.
Davis fue integrante del combinado absoluto estadounidense que participó en el Mundial de 2002 y que terminó en sexta posición.

## Estadísticas de su carrera en la NBA

### Temporada regular
| Año     | Equipo   | PJ  | PT  | MPP  | %TC  | %3P  | %TL  | RPP  | APP | ROB | TPP | PPP  |
| ------- | -------- | --- | --- | ---- | ---- | ---- | ---- | ---- | --- | --- | --- | ---- |
| 1993-94 | Indiana  | 81  | 4   | 21.4 | .508 | .000 | .642 | 6.2  | .7  | .6  | 1.0 | 7.7  |
| 1994-95 | Indiana  | 44  | 1   | 23.4 | .445 | –    | .672 | 6.4  | .6  | .4  | .7  | 7.6  |
| 1995-96 | Indiana  | 82  | 14  | 25.5 | .490 | .500 | .713 | 6.1  | .5  | .4  | .8  | 8.8  |
| 1996-97 | Indiana  | 82  | 28  | 28.5 | .480 | .071 | .666 | 7.3  | .8  | .5  | 1.0 | 10.5 |
| 1997-98 | Indiana  | 82  | 12  | 26.7 | .481 | –    | .696 | 6.8  | .7  | .5  | .9  | 9.6  |
| 1998-99 | Indiana  | 49  | 1   | 25.9 | .471 | –    | .703 | 7.0  | .7  | .4  | .9  | 9.4  |
| 1999-00 | Toronto  | 79  | 78  | 31.4 | .440 | –    | .765 | 8.8  | 1.3 | .5  | 1.3 | 11.5 |
| 2000-01 | Toronto  | 78  | 77  | 35.0 | .433 | .000 | .754 | 10.1 | 1.4 | .3  | 1.9 | 13.7 |
| 2001-02 | Toronto  | 77  | 77  | 38.7 | .426 | .000 | .818 | 9.6  | 2.0 | .7  | 1.1 | 14.5 |
| 2002-03 | Toronto  | 53  | 52  | 35.7 | .407 | –    | .771 | 8.2  | 2.5 | .4  | 1.2 | 13.9 |
| 2003-04 | Toronto  | 15  | 15  | 35.9 | .383 | –    | .755 | 9.5  | .9  | .5  | .5  | 8.6  |
| 2003-04 | Chicago  | 65  | 64  | 31.3 | .407 | –    | .768 | 8.1  | 1.9 | .4  | .9  | 8.9  |
| 2004-05 | Chicago  | 72  | 62  | 25.6 | .461 | –    | .757 | 5.9  | 1.1 | .4  | .6  | 7.0  |
| 2005-06 | New York | 36  | 31  | 20.8 | .428 | .000 | .738 | 4.8  | .4  | .6  | .3  | 5.0  |
| 2005-06 | Toronto  | 8   | 8   | 23.9 | .452 | –    | .350 | 4.5  | .9  | .4  | .1  | 4.4  |
| total   | total    | 903 | 524 | 28.9 | .448 | .087 | .727 | 7.5  | 1.1 | .5  | 1.0 | 10.0 |

### Playoffs
| Año   | Equipo  | PJ | PT | MPP  | %TC  | %3P   | %TL  | RPP  | APP | ROB | TPP | PPP  |
| ----- | ------- | -- | -- | ---- | ---- | ----- | ---- | ---- | --- | --- | --- | ---- |
| 1994  | Indiana | 16 | 0  | 25.1 | .539 | 1.000 | .561 | 6.6  | .4  | .7  | 1.1 | 8.4  |
| 1995  | Indiana | 17 | 0  | 21.6 | .451 | –     | .627 | 5.7  | .4  | .5  | .6  | 5.9  |
| 1996  | Indiana | 5  | 0  | 25.4 | .520 | –     | .867 | 6.2  | .6  | .6  | 1.2 | 7.8  |
| 1998  | Indiana | 16 | 0  | 28.7 | .462 | –     | .670 | 6.8  | .9  | .8  | 1.1 | 9.2  |
| 1999  | Indiana | 13 | 0  | 25.1 | .413 | –     | .661 | 7.1  | .6  | .4  | 1.1 | 7.9  |
| 2000  | Toronto | 3  | 3  | 35.0 | .583 | –     | .786 | 8.3  | 1.0 | .3  | 1.3 | 13.0 |
| 2001  | Toronto | 12 | 12 | 40.4 | .500 | –     | .811 | 11.1 | 1.9 | .8  | 1.8 | 16.4 |
| 2002  | Toronto | 5  | 5  | 40.3 | .453 | –     | .607 | 10.6 | 1.4 | .4  | 1.0 | 17.0 |
| 2005  | Chicago | 6  | 6  | 28.8 | .435 | –     | .739 | 6.8  | 1.8 | .7  | .7  | 9.5  |
| Total | Total   | 93 | 26 | 28.4 | .478 | 1.000 | .674 | 7.4  | .9  | .6  | 1.1 | 9.7  |

## Vida personal
Davis ingeniería informática en el universidad. 
Con su mujer, Kendra, tienen mellizos: Antonio Jr. y Kaela. 
Kaela, en 2012, jugó al baloncesto universitario en Georgia Tech, y en 2017 fue integrate del equipo nacional y fue elegida en el Draft de la WNBA de 2017 por los Dallas Wings.
Antonio Jr. ("A. J."), comenzó a jugar en la Universidad de Tennessee, pero fue transferido a Florida Central y más tarde jugó profesionalmente en Europa.
En el año 2000 se fue otorgado el premio Sears Community Service Award por sus obras de caridad.
En 2019, se anunció que el matrimonio había llegado a un acuerdo de divorcio.